# Port lotniczy Madryt-Barajas

Plan portu lotniczego (2023)

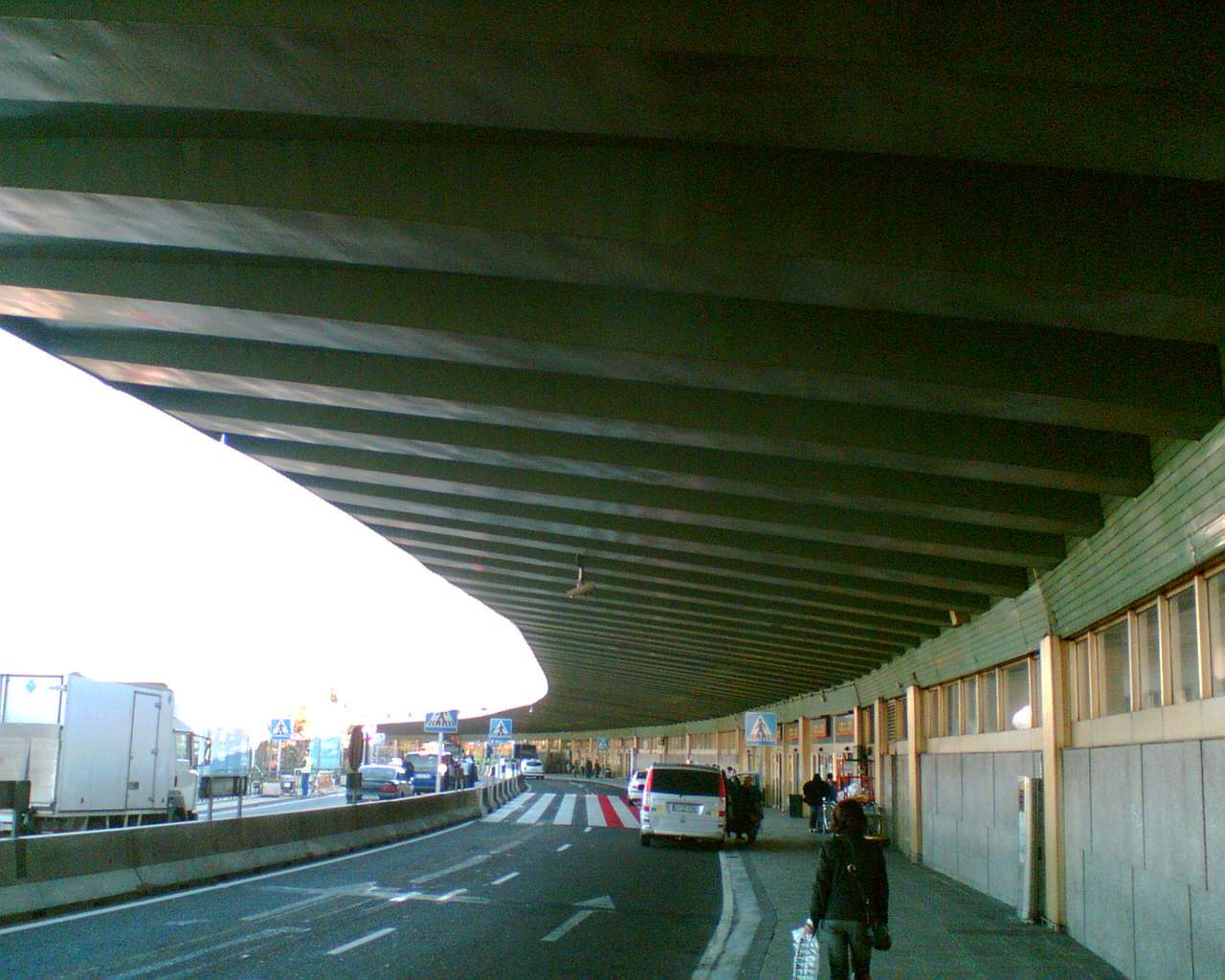
Wejście

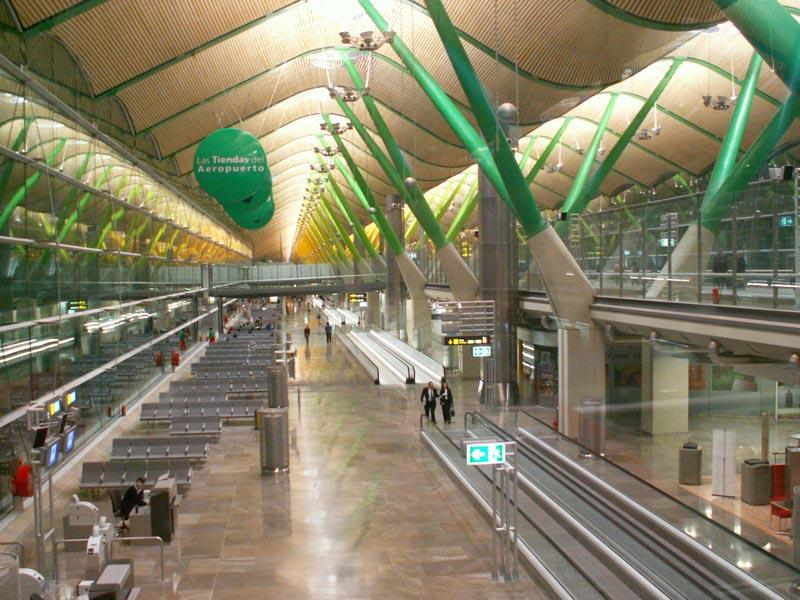
Terminal 4

Port lotniczy Adolfo Suárez Madryt-Barajas – międzynarodowy port lotniczy położony 13 km na północny wschód od centrum Madrytu.
Otwarty w 1928. Jest największym portem lotniczym Hiszpanii. W 2010 obsłużył prawie 50 mln pasażerów. Port lotniczy Barajas jest największym pracodawcą w Madrycie i całym regionie. Dzięki niemu Madryt plasuje się na 2. miejscu w Europie pod względem liczby przewozów pasażerskich i na 9. miejscu w Europie pod względem liczby przewozów towarowych. Dzięki ekspansji lotnisko jest przystosowane do odprawy 70 mln pasażerów rocznie, zaś terminal T4 o powierzchni 760 000m² jest jednym z największych terminali lotniczych na świecie.
20 sierpnia 2008 w porcie lotniczym Madryt-Barajas doszło do wypadku samolotu Spanair 5022. W wyniku tej katastrofy zginęły 154 osoby, a 18 zostało ciężko rannych.
26 marca 2014 nadano lotnisku imię Adolfa Suáreza.

## Linie lotnicze i połączenia
| Linia Lotnicza           | Kierunek |
| ------------------------ | --- |
| Aegean Airlines          | 1. Ateny |
| Aer Lingus               | 1. Dublin |
| Aerolíneas Argentinas    | 1. Buenos Aires-Ezeiza |
| Aerolíneas Estelar       | 1. Caracas |
| Aeroméxico               | 1. Guadalajara 2. Meksyk 3. Monterrey |
| Air Algerie              | 1. Algier |
| Air Arabia Maroc         | 1. Tanger 2. Casablanca |
| Air Cairo                | Sezonowe czartery: 1. Asuan 2. Luksor 3. Szarm el-Szejk |
| Air Canada               | 1. Montreal-Trudeau Sezonowo: 1. Toronto-Pearson |
| Air China                | 1. Pekin 2. São Paulo-Guarulhos 3. Hawana |
| Air Europa               | 1. La Coruña 2. Alicante 3. Amsterdam 4. Asunción 5. Barcelona 6. Bilbao 7. Bogota 8. Bruksela 9. Buenos Aires-Ezeiza 10. Cancún 11. Caracas 12. Córdoba 13. Frankfurt 14. Gran Canaria 15. Guayaquil 16. Hawana 17. Ibiza 18. Lanzarote 19. Lima 20. Lizbona 21. Londyn-Gatwick 22. Malaga 23. Medellín 24. Miami 25. Mediolan-Malpensa 26. Montevideo 27. Monachium 28. Nowy Jork-JFK 29. Palma de Mallorca 30. Panama 31. Paryż-Orly 32. Porto 33. Punta Cana 34. Quito 35. Rzym-Fiumicino 36. Salvador 37. San Pedro Sula 38. Santa Cruz 39. Santo Domingo-Las Américas 40. Santiago de los Caballeros 41. São Paulo-Guarulhos 42. Tel Awiw 43. Teneryfa-Północ 44. Walencja 45. Vigo 46. Zurych Sezonowo: 1. Marrakesz 2. Ateny 3. Tunis 4. Stambuł 5. Wenecja |
| Air France               | 1. Paryż-Charles de Gaulle |
| Air Serbia               | 1. Belgrad |
| Air Transat              | Sezonowo: 1. Montreal-Trudeau |
| Air Baltic               | 1. Ryga |
| American Airlines        | 1. Charlotte 2. Dallas-Fort Worth 3. Miami 4. Filadelfia 5. Nowy Jork-JFK Sezonowo: 1. Chicago |
| Arkia Israel Airlines    | Sezonowo: 1. Tel Awiw |
| Avianca                  | 1. Bogota 2. Cali 3. Medellín |
| Azul Linhas Aéreas       | 1. Recife (od 11 czerwca 2025) 2. Campinas (od 10 czerwca 2025) |
| Beijing Capital Airlines | 1. Hangzhou |
| Binter Canarias          | 1. Gran Canaria 2. Teneryfa |
| Boliviana de Aviación    | 1. Cochabamba 2. Santa Cruz |
| British Airways          | 1. Londyn-Heathrow |
| Brussels Airlines        | 1. Bruksela |
| Bulgaria Air             | 1. Sofia |
| Cathay Pacific           | 1. Hongkong |
| China Eastern Airlines   | 1. Szanghaj-Pudong 2. Wenzhou |
| Conviasa                 | 1. Caracas |
| Croatia Airlines         | Sezonowo: 1. Zagreb (od 3 lipca 2025) |
| Dan Air                  | Sezonowo: 1. Braszów |
| Delta Air Lines          | 1. Atlanta 2. Nowy Jork-JFK |
| EasyJet                  | 1. / Bazylea 2. Bristol 3. Edynburg 4. Genewa 5. Lizbona 6. Londyn-Gatwick 7. Londyn-Luton 8. Lyon 9. Manchester (wznowienie 23 czerwca 2025) 10. Nantes (od 27 października 2025) 11. Nicea |
| EgyptAir                 | 1. Kair 2. Luksor |
| El Al                    | 1. Tel Awiw |
| Emirates                 | 1. Dubaj |
| Ethiopian Airlines       | 1. Addis Abeba |
| Etihad Airways           | 1. Abu Zabi |
| Finnair                  | 1. Helsinki |
| FlyOne                   | Sezonowo: 1. Kiszyniów |
| Hainan Airlines          | 1. Chongqing 2. Shenzhen |
| Iberia                   | 1. La Coruña 2. Algier 3. Alicante 4. Almería 5. Amsterdam 6. Andorra–La Seu d'Urgell 7. Asturia 8. Ateny 9. Badajoz 10. Barcelona 11. Berlin 12. Bilbao 13. Bogota 14. Bolonia 15. Bordeaux 16. Boston 17. Bruksela 18. Budapeszt 19. Buenos Aires-Ezeiza 20. Caracas 21. Casablanca 22. Castellón 23. Chicago-O’Hare 24. Dakar 25. Dallas-Fort Worth 26. Doha 27. Düsseldorf 28. Faro 29. Florencja 30. Frankfurt 31. Madera 32. Genewa 33. Grenada 34. Gwatemala 35. Guayaquil 36. Hamburg 37. Hawana 38. Ibiza 39. Jerez 40. Lima 41. Lizbona 42. Logroño 43. Londyn-Heathrow 44. Los Angeles 45. Lyon 46. Malaga 47. Marrakesz 48. Marsylia 49. Melilla 50. Menorka 51. Meksyk 52. Miami 53. Mediolan-Linate 54. Mediolan-Malpensa 55. Montevideo 56. Monachium 57. Nantes 58. Nowy Jork-JFK 59. Nicea 60. Oslo-Gardermoen 61. Palma de Mallorca 62. Pampeluna 63. Panama 64. Paryż-Orly 65. Paryż-Charles de Gaulle 66. Santiago de Compostela 67. Porto 68. Praga 69. Quito 70. Rio de Janeiro-Galeão 71. Rzym-Fiumicino 72. San José 73. San Juan 74. San Salvador 75. San Sebastián 76. Santander 77. Santiago de Chile 78. Santo Domingo-Las Américas 79. São Paulo-Guarulhos 80. Split 81. Sztokholm-Arlanda 82. Strasburg 83. Tanger 84. Tokio 85. Tuluza 86. Turyn 87. Walencja 88. Waszyngton-Dulles 89. Wenecja 90. Wiedeń 91. Vigo 92. Zagrzeb 93. Zurych Sezonowo: 1. Bergen 2. Katania 3. Korfu 4. Dubrownik 5. Faro 6. Fortaleza (od 16 lutego 2026) 7. Nador 8. Olbia 9. Orlando (od 26 października 2025) 10. Ponta Delgada 11. Recife (od 13 grudnia 2025) 12. Rovaniemi 13. Salzburg 14. San Francisco 15. Split 16. Tirana 17. Tromsø Sezonowe czartery: 1. Luksor |
| Iberia Express           | 1. Kopenhaga 2. Dublin 3. Fuerteventura 4. Gran Canaria 5. Ibiza 6. Kair 7. Lanzarote 8. La Palma 9. Londyn-Gatwick 10. Lyon 11. Malaga 12. Manchester 13. Nantes 14. Neapol 15. Nicea 16. Palma de Mallorca 17. Sewilla 18. Teneryfa-Północ 19. Teneryfa-Południe 20. Tel Awiw Sezonowo: 1. Edynburg 2. Heraklion 3. Menorka 4. Mykonos 5. Reykjavik-Keflavík 6. Santorini |
| Iberojet                 | 1. Port lotniczy Bangkok-Suvarnabhumi 2. Cancún 3. Punta Cana 4. San José 5. Santiago de Cuba 6. Tegucigalpa/Comayagua Sezonowo: 1. Mauritius 2. Orlando 3. San José del Cabo 4. Santa Clara |
| Icelandair               | Sezonowo: 1. Reykjavik-Keflavík |
| ITA Airways              | 1. Rzym-Fiumicino |
| JetBlue                  | Sezonowo: 1. Boston |
| KLM                      | 1. Amsterdam |
| KM Malta Airlines        | 1. Malta |
| Korean Air               | 1. Seul-Inczon |
| LASER Airlines           | 1. Caracas |
| LATAM Brasil             | 1. São Paulo-Guarulhos |
| LATAM Chile              | 1. Santiago de Chile |
| LATAM Perú               | 1. Lima |
| LOT                      | 1. Warszawa-Chopin |
| Lufthansa                | 1. Frankfurt 2. Monachium |
| Luxair                   | 1. Luksemburg |
| Middle East Airlines     | 1. Bejrut |
| Norwegian Air Shuttle    | Sezonowo: 1. Kopenhaga 2. Oslo-Gardermoen |
| Nouvelair                | 1. Tunis |
| Pegasus Airlines         | 1. Stambuł-Sabiha Gökçen |
| PLAY                     | 1. Reykjavik-Keflavík |
| Plus Ultra Líneas Aéreas | 1. Bogota 2. Caracas 3. Cartagena 4. Lima 5. Malabo |
| Qatar Airways            | 1. Doha |
| Royal Air Maroc          | 1. Casablanca 2. Rabat Sezonowo: 1. Nador 2. Tanger |
| Royal Jordanian          | 1. Amman |
| Ryanair                  | 1. Alghero 2. Amman 3. Bari 4. Paryż-Beauvais 5. Mediolan-Bergamo 6. Berlin 7. Birmingham 8. Bolonia 9. Bristol 10. Bruksela 11. Bukareszt 12. Budapeszt 13. Katania 14. Bruksela-Charleroi 15. Kopenhaga 16. Dublin 17. Edynburg 18. Eindhoven 19. Essaouira 20. Fez 21. Fuerteventura 22. Gran Canaria 23. Ibiza 24. Kraków 25. Lanzarote 26. Liverpool 27. Londyn-Stansted 28. Luksemburg 29. Malta 30. Manchester 31. Marrakesz 32. Marsylia 33. Menorka 34. Mediolan-Malpensa 35. Nador 36. Neapol 37. Palermo 38. Palma de Mallorca 39. Piza 40. Porto 41. Praga 42. Rabat 43. Rzym-Fiumicino 44. Santiago de Compostela 45. Sofia 46. Tanger 47. Teneryfa-Północ 48. Teneryfa-Południe 49. Treviso 50. Turyn 51. Wiedeń 52. Warszawa-Modlin Sezonowo: 1. Agadir 2. Akaba 3. Billund 4. Bordeaux 5. Brindisi 6. Cagliari 7. Faro 8. Kowno 9. Lizbona 10. Tetuan |
| Saudia                   | 1. Dżudda 2. Rijad |
| SAS                      | 1. Kopenhaga |
| Sichuan Airlines         | 1. Chengdu-Tianfu |
| Smartwings               | 1. Praga |
| SunExpress               | Sezonowo: 1. Izmir |
| SWISS                    | 1. Zurych |
| TAP Portugal             | 1. Lizbona |
| TAROM                    | 1. Bukareszt |
| Transavia                | 1. Montpellier 2. Paryż-Orly |
| Tunisair                 | 1. Tunis |
| Turkish Airlines         | 1. Stambuł |
| United Airlines          | 1. Newark Sezonowo: 1. Waszyngton-Dulles |
| Uzbekistan Airways       | 1. Taszkent 2. Urgencz |
| Volotea                  | 1. Murcja 2. Nantes Sezonowo: 1. Lyon 2. Olbia 3. Tuluza 4. Bordeaux 5. Werona |
| Vueling Airlines         | 1. Florencja |
| Wizz Air                 | 1. Bukareszt 2. Budapeszt 3. Kluż-Napoka 4. Krajowa 5. Jassy 6. Katowice 7. Kutaisi 8. Mediolan-Malpensa 9. Rzym-Fiumicino 10. Sofia 11. Sybin (od 3 sierpnia 2025) 12. Timișoara 13. Tirana 14. Warszawa-Chopin 15. Wenecja 16. Wrocław (od 6 grudnia 2025) |
| World2Fly                | 1. Cali 2. Cancún 3. Hawana 4. Punta Cana 5. Santiago de los Caballeros 6. Santo Domingo–Las Américas Sezonowo: 1. La Romana (od 21 czerwca 2025) 2. Mauritius (od 24 czerwca 2025) |